# James Corkery
James Corkery, född 27 juni 1889, död 20 april 1964, var en friidrottare från Kanada. Han deltog vid olympiska sommarspelen 1912.